# Ian Gray (Fußballspieler)
Ian „Iggy“ Gray (* 22. Juli 1963 in Sydney; † 15. Februar 2010 ebenda) war ein australischer Fußballspieler. Gray gewann mit Marconi-Fairfield dreimal die australische Landesmeisterschaft und kam zu 14 Länderspielen für das australische Nationalteam.

## Karriere
Gray spielte in der Jugend bei Manly-Warringah unter anderem an der Seite von Bob Catlin und Gary van Egmond, bevor er 1980 seine Laufbahn in der National Soccer League bei APIA Leichhardt begann. 1985 wechselte er zu Marconi-Fairfield, mit denen er zwischen 1988 und 1990 dreimal in Folge im Meisterschaftsfinale stand. Dabei war er bei den Austragungen 1988 (5:4 nach Elfmeterschießen gegen Sydney United) und 1989 (1:0 gegen Sydney Olympic) siegreich. Seine dritte und letzte Meisterschaft gewann er 1993, als er die Mannschaft bei einem 1:0-Erfolg gegen Adelaide City als Kapitän anführte. 1995 beendete Gray nach 244 Meisterschaftseinsätzen für Marconi seine Laufbahn, womit er klubintern die zweitmeisten Einsätze verbuchte, nur Tom McCulloch kam zweimal öfters zum Einsatz.

## Nationalmannschaft
Gray gehörte 1981 in der Vorbereitung zur Junioren-Weltmeisterschaft 1981 im eigenen Land zum Kader, schaffte den Sprung in das Endrundenaufgebot aber nicht. 1984 debütierte er in der australischen Nationalelf und gab während einer längeren Tournee, die das Team nach China, Großbritannien und Italien führte, auch sein A-Länderspieldebüt. Nachdem er bis 1986 unter anderem auch in der Qualifikation zur Weltmeisterschaft 1986 zum Einsatz gekommen war, fand er erst wieder 1990 Berücksichtigung. Er gehörte 1991 in Südkorea und 1992 in Indonesien zum Aufgebot beim President's Cup und beendete seine internationale Laufbahn bei einem 6:1-Erfolg gegen die Salomonen am 26. September 1992 in der Qualifikation zur WM 1994.
Insgesamt repräsentierte er 35-mal (6 Tore) die australische Nationalmannschaft, darunter in 14 A-Länderspielen.

## Nach der aktiven Laufbahn
Gray blieb dem Fußball auch nach seinem Karriereende erhalten und trainierte verschiedene Amateur- und Jugendmannschaften. 2004 wurde er in die Australian Football Hall of Fame aufgenommen und mit dem Award of Distinction geehrt. Gray wurde am 15. Februar 2010 tot in seiner Wohnung aufgefunden, nachdem er zu einer Trainingseinheit nicht erschienen war. Im Zusammenhang mit seinem Tod wurde zwei Tage später eine 22-jährige Frau wegen des Verdachts auf Totschlag, Drogenhandel und Diebstahl verhaftet. Untersuchungen führten schließlich zu dem Ergebnis, dass Gray an einer Überdosis Heroin starb. An seiner Bestattung nahmen zahlreiche Ex-Nationalfußballer teil, darunter Mark Bosnich, Robbie Slater und Steve Corica; sein ehemaliger Weggefährte Tony Henderson hielt die Grabrede.

## Erfolge
- Australischer Meister: 1988, 1989, 1992/93